# La Fresnaye-sur-Chédouet
La Fresnaye-sur-Chédouet korábbi község Franciaország Loire mente régiójában, Sarthe megyében. 2015. január 1-jén öt másik korábbi községgel egyesült és az így létrejött Villeneuve-en-Perseigne új község része lett.
Lakosainak száma 920 fő (2018. január 1.). La Fresnaye-sur-Chédouet Le Ménil-Broût és Neufchâtel-en-Saosnois községekkel határos.

## Népesség
A település népességének változása:
| Lakosok száma | 945  | 2260 | 924  | 920  |
|               | 2015 | 2016 | 2017 | 2018 |